# Aponogeton afroviolaceus
Aponogeton afroviolaceus är en enhjärtbladig växtart som beskrevs av Kaare Arnstein Lye. Aponogeton afroviolaceus ingår i släktet Aponogeton och familjen Aponogetonaceae. IUCN kategoriserar arten globalt som livskraftig. Inga underarter finns listade.